# Potentilla tericholica
Potentilla tericholica är en rosväxtart som beskrevs av Sobolevsk.. Potentilla tericholica ingår i Fingerörtssläktet som ingår i familjen rosväxter. Inga underarter finns listade i Catalogue of Life.